# Калейс, Александр
Александр Калейс (латыш. Aleksandrs Kalējs; 26 февраля 1876 года, Алуксне — 14 февраля 1934 года, Рига) — генерал латвийской армии. Командир 13-го Тукумского пехотного полка и 4-го Валмиерского пехотного полка. Командир армейского штаба. Руководитель латвийской делегации на конференции в Женеве. Неоднократно посещал Эстонию и Финляндию как военный представитель Латвии.